# Матвеус, Август Августович
Август Августович Матвеус (род. 1928 год) — зольщик кожевенно-обувного объединения «Коммунар» Министерства лёгкой промышленности Эстонской ССР, гор. Таллин. Герой Социалистического Труда (1971).
В 1970 году досрочно выполнил личные социалистические обязательства и производственные задания Восьмой пятилетки (1966—1970). Указом Президиума Верховного Совета СССР от 5 апреля 1971 года «за выдающиеся успехи в досрочном выполнении заданий пятилетнего плана и большой творческий вклад в развитие производства тканей, трикотажа, обуви, швейных изделий и другой продукции легкой промышленности» удостоен звания Героя Социалистического Труда с вручением ордена Ленина и золотой медали «Серп и Молот».